# Henk Wamsteker (roeier)
Hendrik (Henk) Wamsteker (Oegstgeest, 6 augustus 1936) is een voormalige Nederlandse roeier. Hij vertegenwoordigde Nederland eenmaal op de Olympische Spelen, maar won hierbij geen medaille.
Op de Olympische Spelen van 1960 in Rome maakte hij op 24-jarige leeftijd onderdeel uit van de vier met stuurman. De roeiwedstrijden vonden plaats op het meer van Albano. Het Nederlandse team drong via de series (6.50,48) en de herkansing (6.41,43) door tot de halve finale. Daar werden ze met een tijd van 7.12,02 uitgeschakeld.
Wamsteker was lid van de Leidse studentenroeivereniging Njord. In 1960 won hij voor Njord het hoofdnummer de gestuurde vier op de Varsity (tezamen met Toon de Ruiter, Frank Moerman, Ype Stelma met stuurman Jaap van der Linden en coach Albert Vervloet) Op de finish werd de wedstrijd door de kamprechter als een dead heat bezegeld met W.S.R.V Argo.Hij was medisch student en werd later arts en chirurg. Hij is een zoon van de voetballer en chirurg Henk Wamsteker.

## Palmares

### roeien (vier met stuurman)
- 1960: ½ fin. OS - 7.12,02

Toon de Ruiter · 
Frank Moerman · 
Ype Stelma · 
Henk Wamsteker · 
Marius Klumperbeek (stuurman)